# Pijesak Iwo Jime (1949.)
Pijesak Iwo Jime (eng. Sands of Iwo Jima) je američki ratni film iz 1949. godine u kojem je glavnu ulogu ostvario John Wayne, a čija radnja prati grupu američkih marinaca od njihove obuke do bitke za Iwo Jimu koja se odvila za vrijeme Drugog svjetskog rata. U filmu također glume i John Agar, Adele Mara i Forrest Tucker. Scenaristi filma su Harry Brown i James Edward Grant, a režirao ga je Allan Dwan. Film je producirala kompanija Republic Pictures. 
Film Pijesak Iwo Jime nominiran je u četiri kategorije za prestižnu filmsku nagradu Oscar: za najboljeg glavnog glumca (Wayne), najbolju montažu, najbolji zvuk i najbolji originalni scenarij.

## Radnja
Strogog narednika Johna Strykera (John Wayne) ne vole kolege vojnici njegove jedinice zbog njegovih iscrpljujućih treninga kroz koje ih vodi tijekom obuke. Pogotovo ga preziru Peter Conway (John Agar), arogantan i obrazovan sin časnika, pukovnika Sama Conwayja pod kojim je Stryker služio i kojem se divio te Al Thomas (Forrest Tucker) koji ga okrivljuje za svoju vlastitu vojničku degradaciju.
Nakon što Stryker povede svoju jedinicu u invaziju na Tarawu, vojnici počinju cijeniti njegove metode - svi osim Conwayja koji ga i dalje smatra brutalnim pogotovo nakon što ovaj odluči ne pomoći ranjenom vojniku u bitci. Tijekom bitke, Thomas umjesto da odnese dodatno sterljivo dvojici kolega stane iza linija i popije kavu. Zbog toga, premda se vrati na mjesto gdje je ostavio svoje kolege s kavom, jedan od njih pogiba, a drugi bude ozbiljno ranjen. Nakon što Stryker otkrije istinu, on i Thomas se potuku. Njihovoj tuči svjedoči časnik u prolazu, ali Thomas - na Strykerovo iznenađenje - ne oda pravi razlog njihove tuče nadređenom. Thomas se kasnije slomi i ispriča Strykeru zbog svih problema koje mu je ranije prouzrokovao.
Stryker pokazuje svoju nježniju stranu tijekom odmora na Honoluluu. Upoznaje djevojku u baru (Julie Bishop) i odlazi s njom u njezin stan. Nakon što ona ode kupiti piće on u drugoj sobi otkriva njezinog gladnog malog sina u dječjem krevetiću. Kada ona kaže da je otac njezinog sina naprosto "otišao", Stryker joj ostavlja nešto novca i odlazi. 
Tijekom vojne vježbe jednom od novih vojnika slučajno ispadne ručna bomba. Svi se brzo bace na pod osim Conwayja koji niti ne gleda što se događa oko njega, jer čita pismo koje mu je upravo poslala supruga. Stryker ga obara u posljednji trenutak na taj način mu spasivši život, ali se nakon toga odmah i izdere na njega zbog neodgovornosti. 
U konačnici Strykerova jedinica poslana je u bitku za Iwo Jimu gdje će svjedočiti ikonografskom podizanju američke zastave na planini Suribachi. Dok se vojnici odmaraju u kratkoj stanci u bitci, Strykera pogađa jedan od japanskih snajpera. Preostali članovi jedinice pronalaze njegovo pismo koje je namjeravao poslati sinu, a u kojem Stryker izražava sve ono što mu je oduvijek želio reći, ali nikada nije smogao snage. 

## Glumačka postava
- John Wayne kao narednik John M. Stryker
- John Agar kao Peter Conway
- Adele Mara kao Allison Bromley
- Forrest Tucker kao Al Thomas
- Wally Cassell kao Benny Regazzi
- James Brown kao Charlie Bass
- Richard Webb kao Dan Shipley
- Arthur Franz kao Robert Dunne / narator
- Julie Bishop kao Mary
- James Holden kao Soames
- Peter Coe kao George Hellenpolis
- Richard Jaeckel kao Frank Flynn
- William Murphy kao Eddie Flynn
- George Tyne kao Harris
- Hal Baylor kao "Sky" Choynski

### Stvarni marinci
Rene Gagnon, Ira Hayes i John Bradley, trojica preživjelih od petorice marinaca koji su podigli drugu zastavu na planini Suribachi tijekom stvarne bitke nakratko se pojavljuju u filmu. Hayes je glavni lik biografskog filma The Outsider, a Bradley je glavni lik knjige čiji je autor njegov sin James, Zastave naših očeva.
U filmu se također pojavljuju glumeći sami sebe Harold Schrier, koji je vodio ophodnju koja je digla zastavu na Iwo Jimi, David M. Shoup koji će kasnije postati zapovjednik marinačkog korpusa i dobitnik medalje časti na Tarawi te Henry P. "Jim" Crowe, zapovjednik drugog bataljuna osme divizije marinaca na Tarawi gdje je zaradio mornarički križ.

## Nagrade i nominacije

### Oscar
Film Pijesak Iwo Jime nominiran je u četiri kategorije za prestižnu filmsku nagradu Oscar, ali nije osvojio niti jednu:
- Najbolji glavni glumac - John Wayne
- Najbolji originalni scenarij - Harry Brown i James Edward Grant
- Najbolja montaža - Richard L. Van Enger
- Najbolji zvuk

## Vanjske poveznice
- Pijesak Iwo Jime u internetskoj bazi filmova IMDb-a